# Martin Lindström (biskop)
Berndt Martin Lindström, född 10 november 1904 i Otterstads församling, död 6 maj 2000 i Sankt Hans församling i Lund, var en svensk teolog och biskop inom Svenska kyrkan. Han var bror till Valter Lindström.
Efter studentexamen 1924 i Skara avlade Lindström teologisk-filosofisk examen vid Göteborgs högskola 1926. Han blev filosofie kandidat vid Lunds universitet samma år, teologie kandidat
1929 och teologie licentiat 1934. Lindström promoverades till teologie doktor 1937 och utnämndes samma år till docent i systematisk teologi vid Lunds universitet. Han var resesekreterare i Sveriges kristliga gymnasiströrelse 1930–1931. Läsåret 1938–1939 föreläste Lindström i dogmatik vid Augustana Theological Seminary i Rock Island, Illinois, Förenta staterna. Han var 1942–1960 rektor för Lundsbergs skola och därefter biskop i Lunds stift fram till 1970. Av Lindströms vetenskapliga produktion kan nämnas Philipp Nicolais kristendomstolkning (doktorsavhandling, 1937; tysk upplaga 1939), Svensk teologi av idag (1938) samt översättningen av och inledningen till Martin Luthers Stora Galaterbrevskommentaren (1939).